# УОР (женский футбольный клуб)
«УОР» — ранее существовавший российский женский футбольный клуб из п.г.т. Серебряные Пруды, аффилиат футбольного клуба «УОР-Звезда».

## История
В связи с выступлением в высшей лиги Чемпионата России команды «УОР-Звезда» принадлежащего Училищу олимпийского резерва из подмосковного города Звенигорода было принято решение создать фарм клуб на базе филиала Училища в п.г.т. Серебряные Пруды.
В 2009 году команда была заявлена в первый дивизион под названием «Вятич-УОР» и базировалась в селе Узуново. Команда выступала спарингом для юниорской сборной России (0:2). В 2010 году сменила название и переехала в Серебряные Пруды. В 2011 году команда перестала существовать по причине нецелесообразности нахождения двух клубов Училища в первой лиге.

## Известные игроки
- Славяна Астанкова
- Мария Казакова
- Надежда Карпова
- Юлия Лайне
- Вероника Наумова
- Светлана Редько
- Карина Ташкулова
- Татьяна Чередина

## Результаты выступлений по годам
| Клуб      | Город            | Сезон | Дивизион            | Место  | И  | В | Н | П | РМ    | О  | Кубок | Источник    |
| --------- | ---------------- | ----- | ------------------- | ------ | -- | - | - | - | ----- | -- | ----- | ----------- |
| Вятич-УОР | Узуново          | 2009  | Первый (зона Запад) | 4 из 6 | 10 | 4 | 1 | 5 | 21-19 | 13 | —     | [ 3 ] [ 4 ] |
| УОР       | Серебряные Пруды | 2010  | Первый (зона Запад) | 3 из 8 | 14 | 7 | 3 | 4 | 37-21 | 16 | —     | [ 5 ] [ 6 ] |